# Hypomolis viridella
Hypomolis viridella är en fjärilsart som beskrevs av Embrik Strand 1919. Hypomolis viridella ingår i släktet Hypomolis och familjen björnspinnare. Inga underarter finns listade i Catalogue of Life.